# 2.ª División (Estonia)
La 2ª División del Ejército Estonio fue una de las tres divisiones estonias creadas durante la Guerra de Independencia de Estonia, que estuvo activa hasta la ocupación soviética de Estonia. Desde la restauración de la independencia en 1991, no hay divisiones actualmente entre las Fuerzas de Defensa Estonias.

## Historia
La 2ª División del Ejército Estonio tenía su sede en Tartu. Desde el 1 de febrero de 1940, la división estaba compuesta por el Distrito Militar de Tartu y el Distrito Militar de Võru-Petseri.

### Orden de batalla
La estructura de la unidad en 1939 era la siguiente:
- 7.º Regimiento de Infantería
- 2.º Batallón de Infantería
- 3.º Batallón de Infantería
- 8.º Batallón de Infantería
- Batallón Partisano Kuperjanov
- Regimiento de Caballería
- 3.º Grupo de Artillería
- 4.º Grupo de Artillería